# Sleutel (slot)

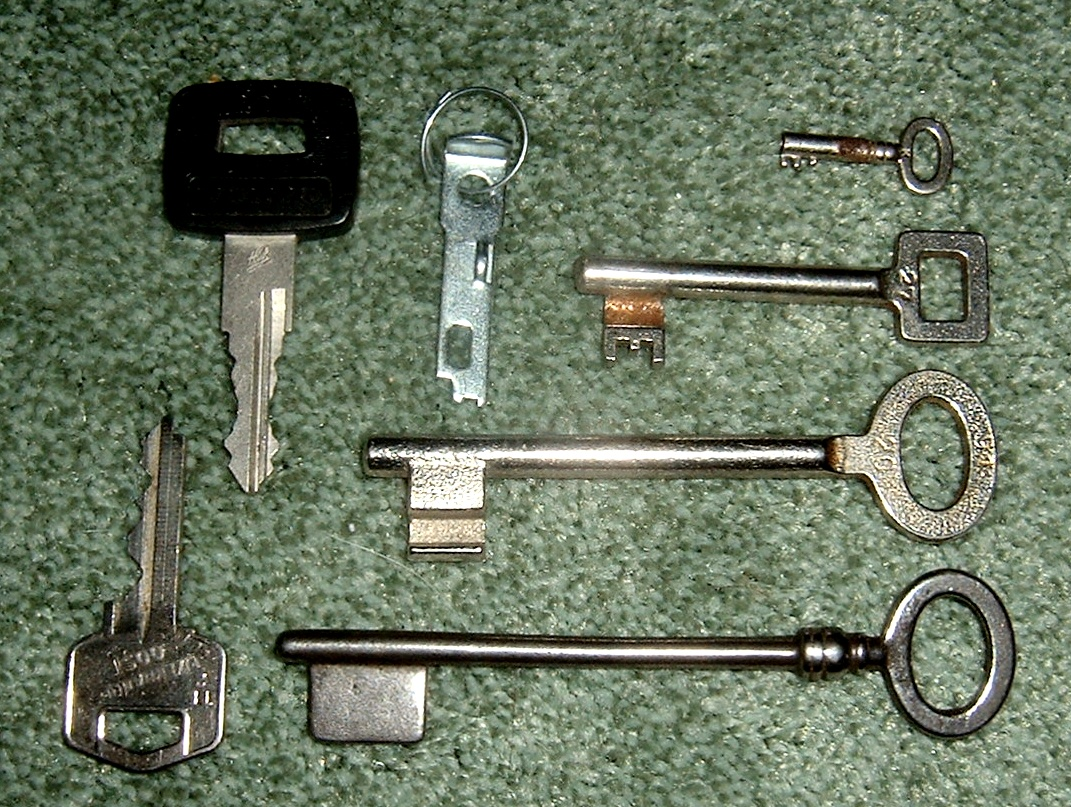
Diverse sleutels: links twee sleutels voor een cilinderslot (met enkele, resp. dubbele baard), rechts sleutels voor klaviersloten, bovenaan in het midden een insteeksleutel voor een fietsslot. Onderaan een loper, met daarboven een sleutel voor een bontebaardslot

Als bewaker van de hemelpoort wordt Petrus vaak afgebeeld met een sleutel in zijn rechterhand. Dit schilderij bevindt zich in Museum Catharijneconvent. Vermoedelijke maker is Cornelisz Willemsz, ca. 1515

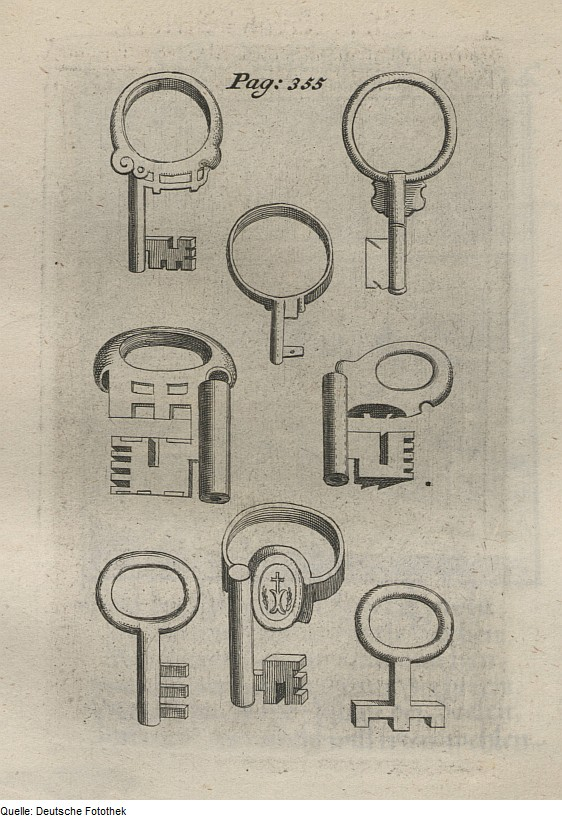
Sleutels met een ceremoniële functie eind 18de eeuw.

Een sleutel is een hulpmiddel waarmee men een slot kan openen en sluiten.
Doorgaans bestaat een sleutel uit een speciaal vormgegeven stuk metaal. Het deel ervan dat het mechaniek van het slot bedient heet de baard. Deze is voorzien van een profilering of inkepingen die in een slot passen. Door de sleutel naar links of naar rechts om te draaien wordt het slot geopend of gesloten. De meeste sleutels zijn gemaakt om slechts op één slot te passen, een uitzondering hierop vormt de loper.
Er zijn vele verschillende soorten sleutels voor verschillende soorten sloten, veelal wordt de benaming van de sleutel gekoppeld aan het object waarvoor men slot en sleutel nodig heeft, een huissleutel is bijvoorbeeld waarbij de deur van het huis wordt afgesloten, als er specifiek meer huissleutels zijn duidt men aan het soort deur, zoals voordeursleutel of achterdeursleutel. Een fietssleutel is de sleutel voor het slot van een fiets, enzovoorts.
Een inklapbare sleutel wordt een klapsleutel genoemd. 

## Symboliek
In de christelijke iconografie is de sleutel het attribuut van Petrus. In het volksgeloof was de sleutel een voorwerp waarop ziektes konden worden afgedragen door deze in de palm van de hand te houden. De sleutel was symbolisch voor het afsluiten van ziektes of het openen van het genezingsproces.

## Cryptografie
Anders dan bij een mechanisch slot bestaat de 'sleutel' voor een elektronisch of digitaal slot uit een reeks van letters, getallen en andere leestekens, die bijvoorbeeld via een klein toetsenbord moet worden ingetikt om het slot te openen. Ook kan een dergelijk slot door middel van een pasje worden ontgrendeld.
zie ook:
- sleutel (cryptografie)
- wachtwoord

## Galerij

Sleutelsoorten van de oudheid tot de moderne tijd
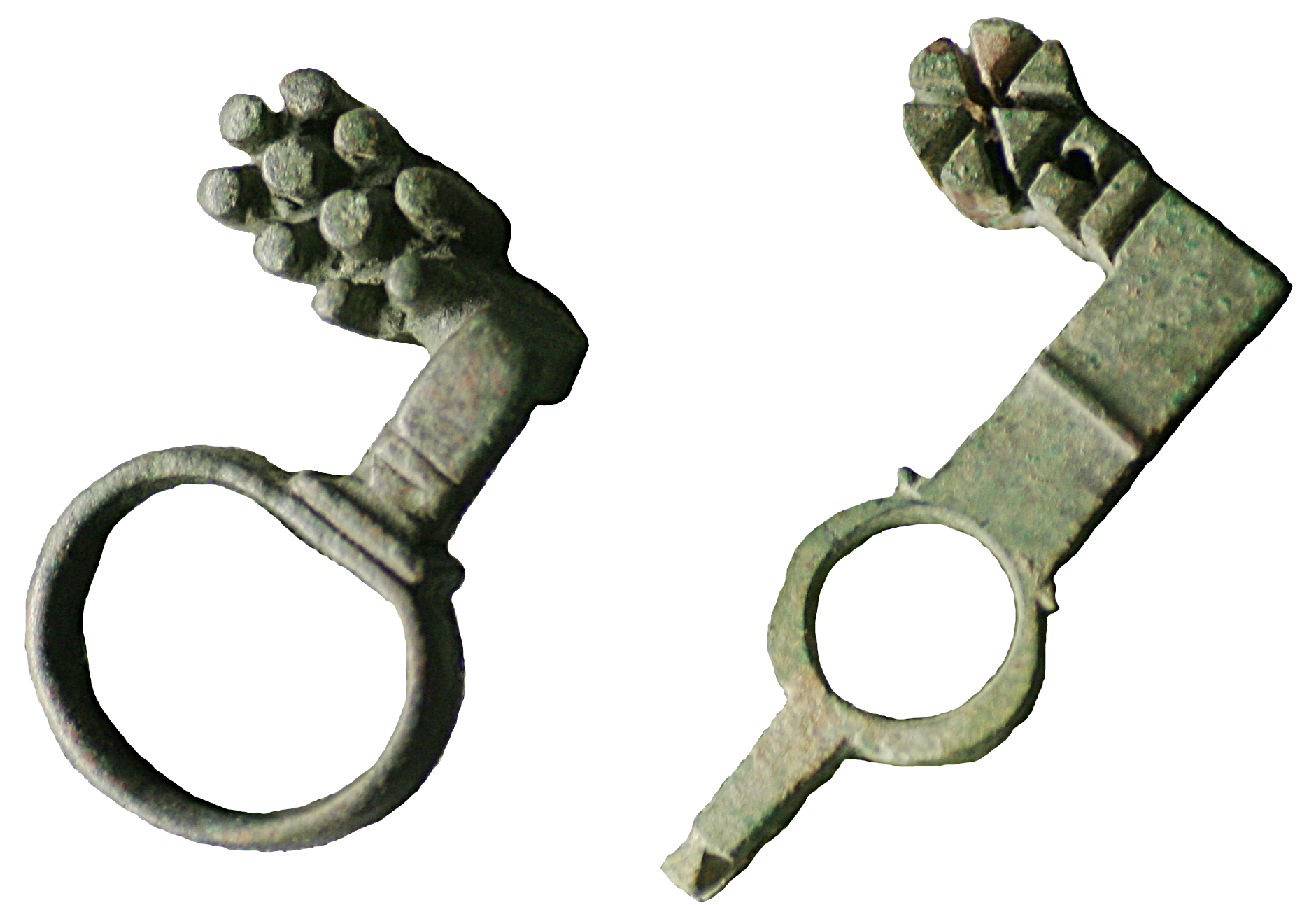
Romeinse sleutels uit de 2e/3e eeuw
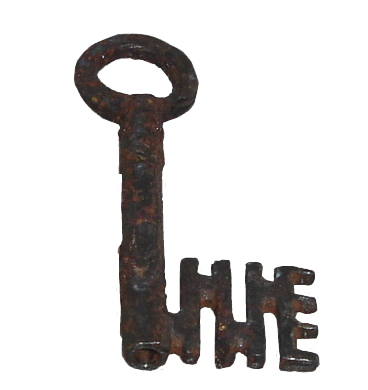
Sleutel, 12e, 13e eeuw, vindplaats: Kastelen van Lastours
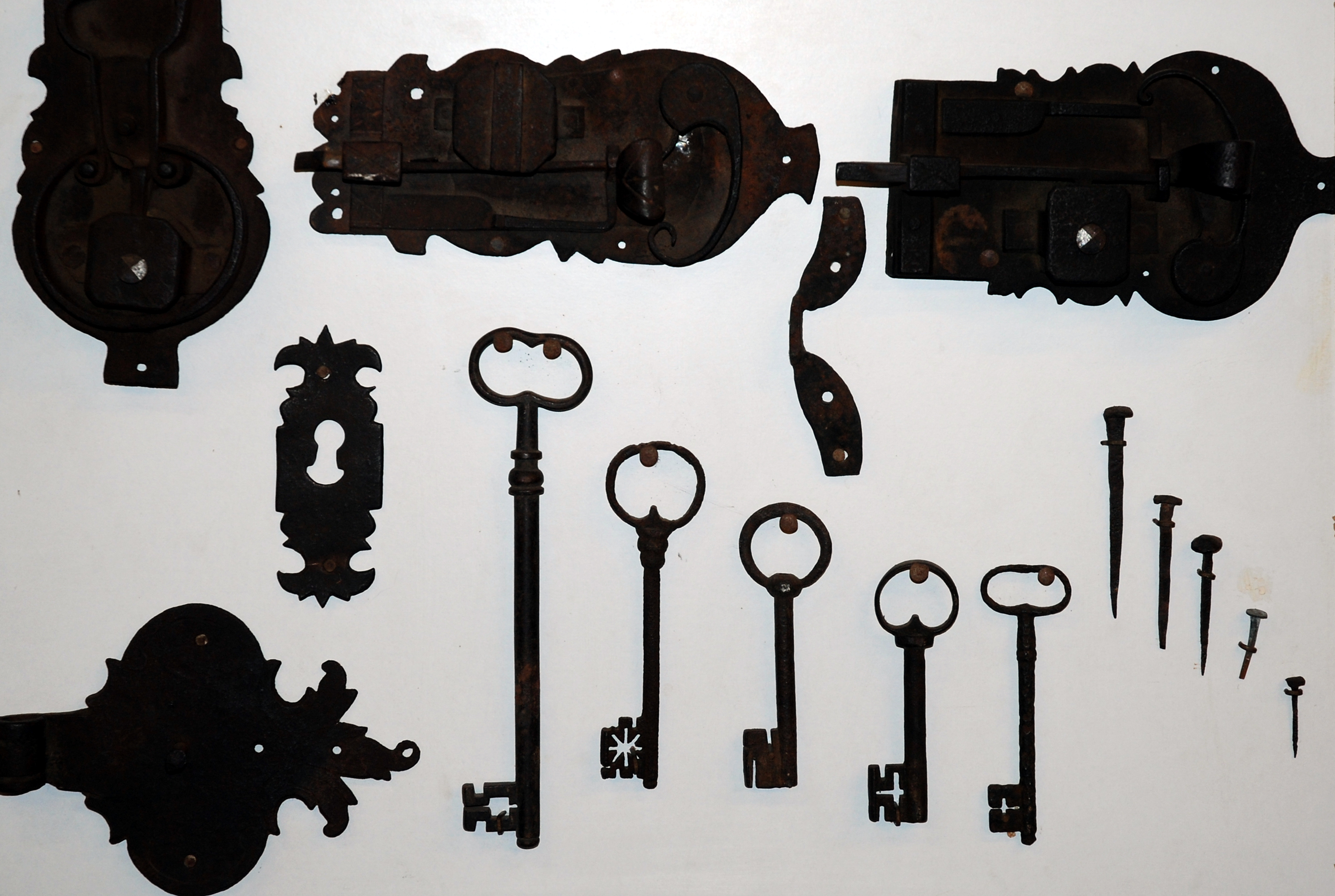
Sloten en sleutels in het Heimatmuseum Eversberg.
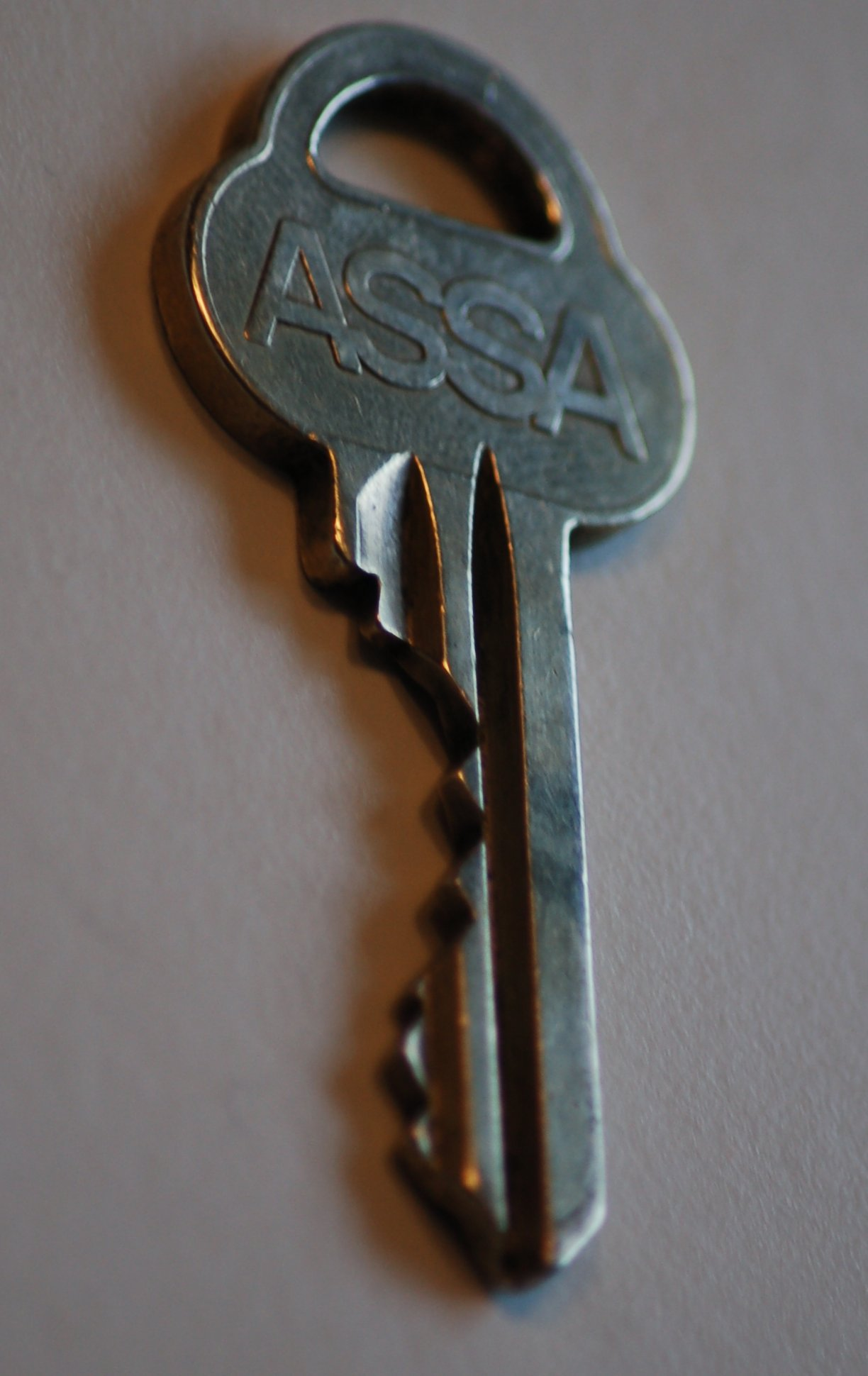
Sleutel van hetmerk "Assa"
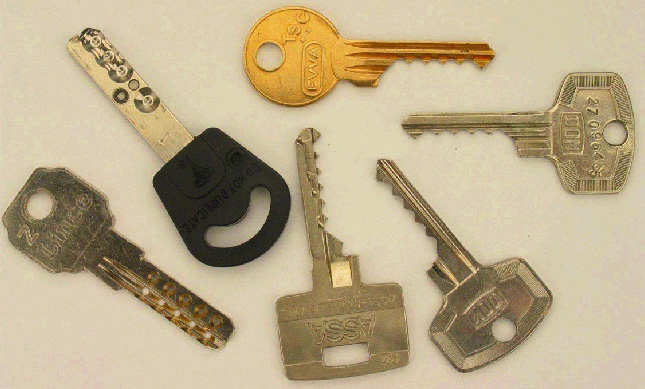
Lockpickers
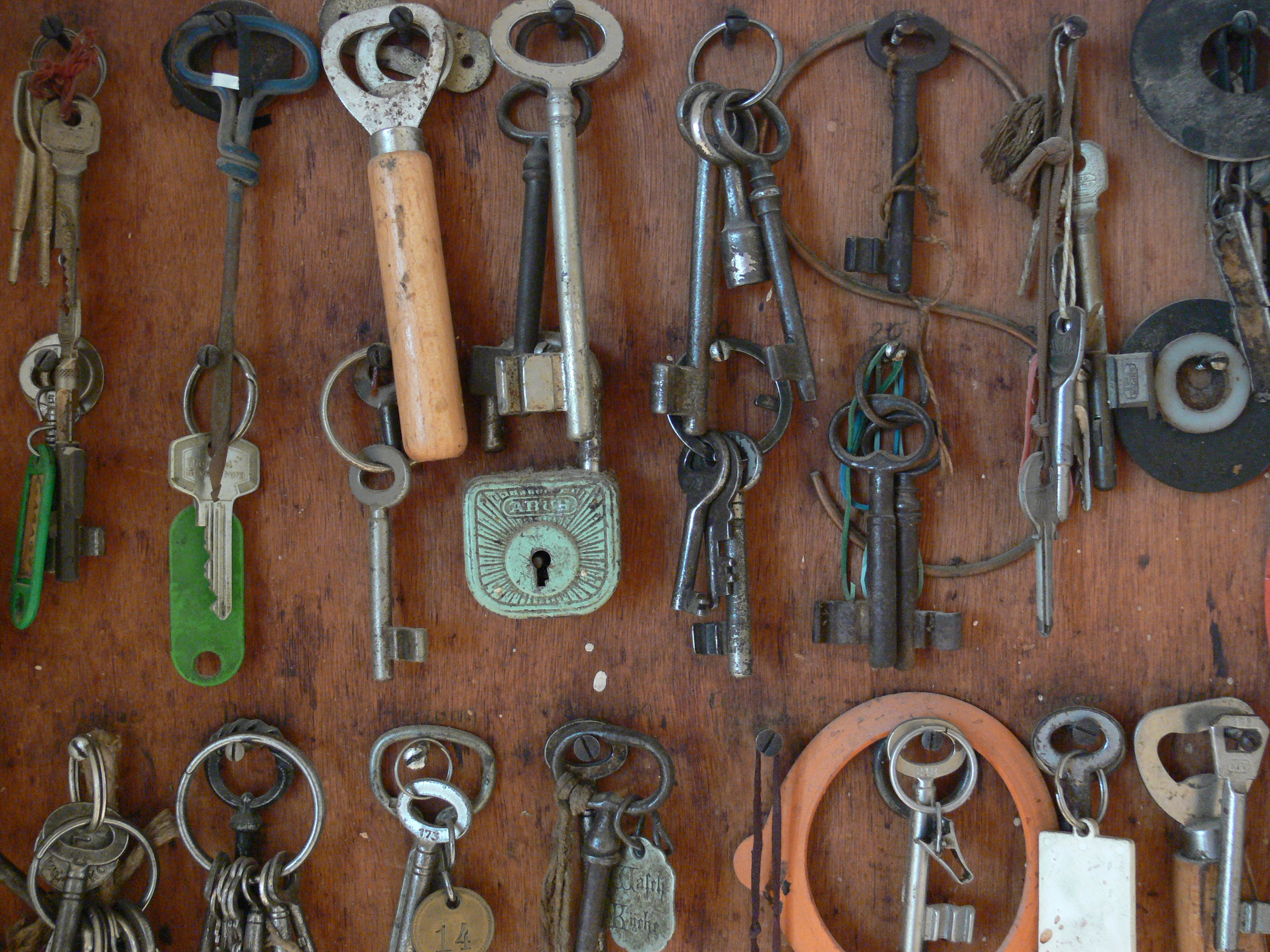
Sleutelbord pension Hindelang in Ravensburg
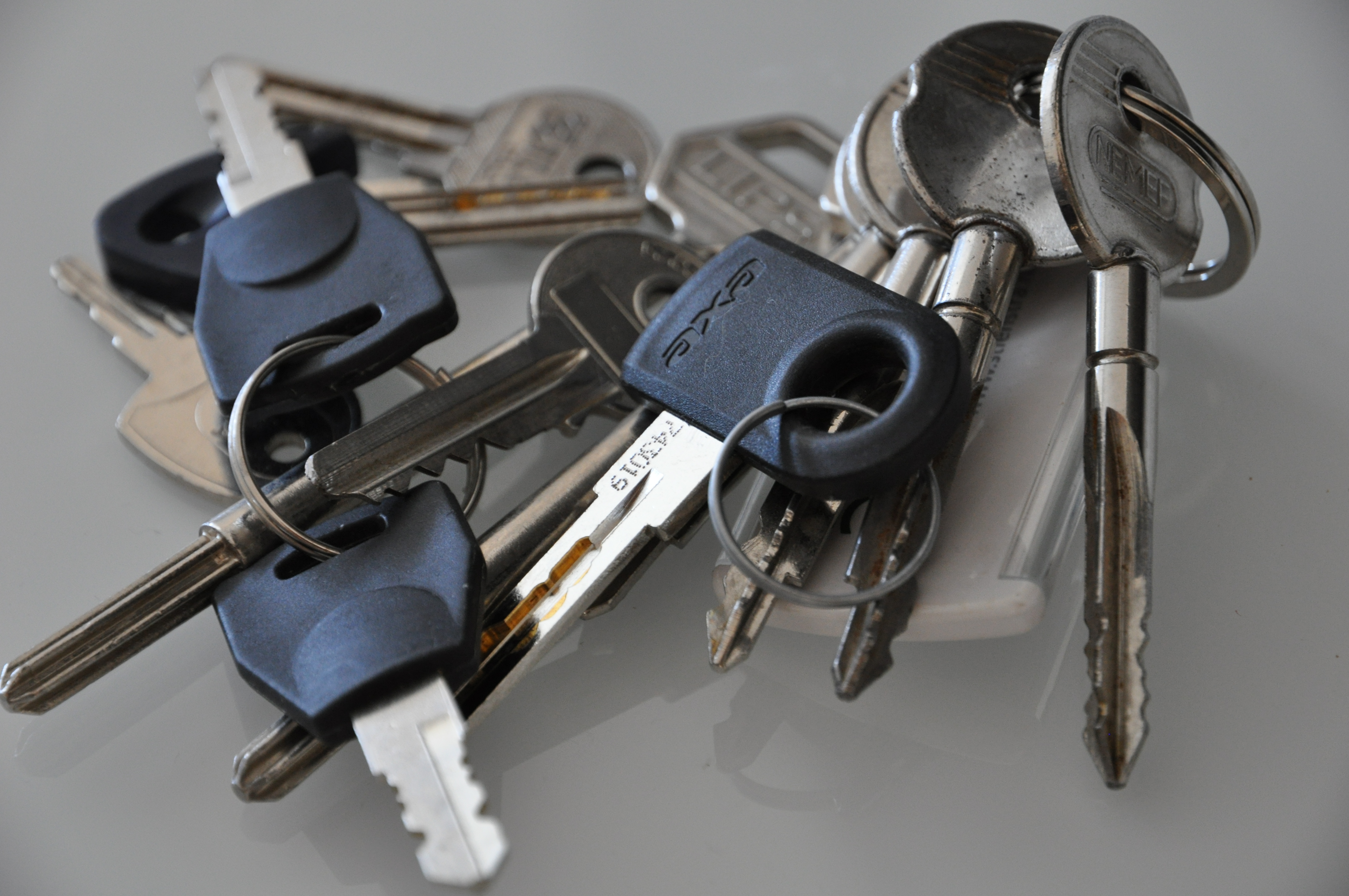
Diverse moderne sleutels
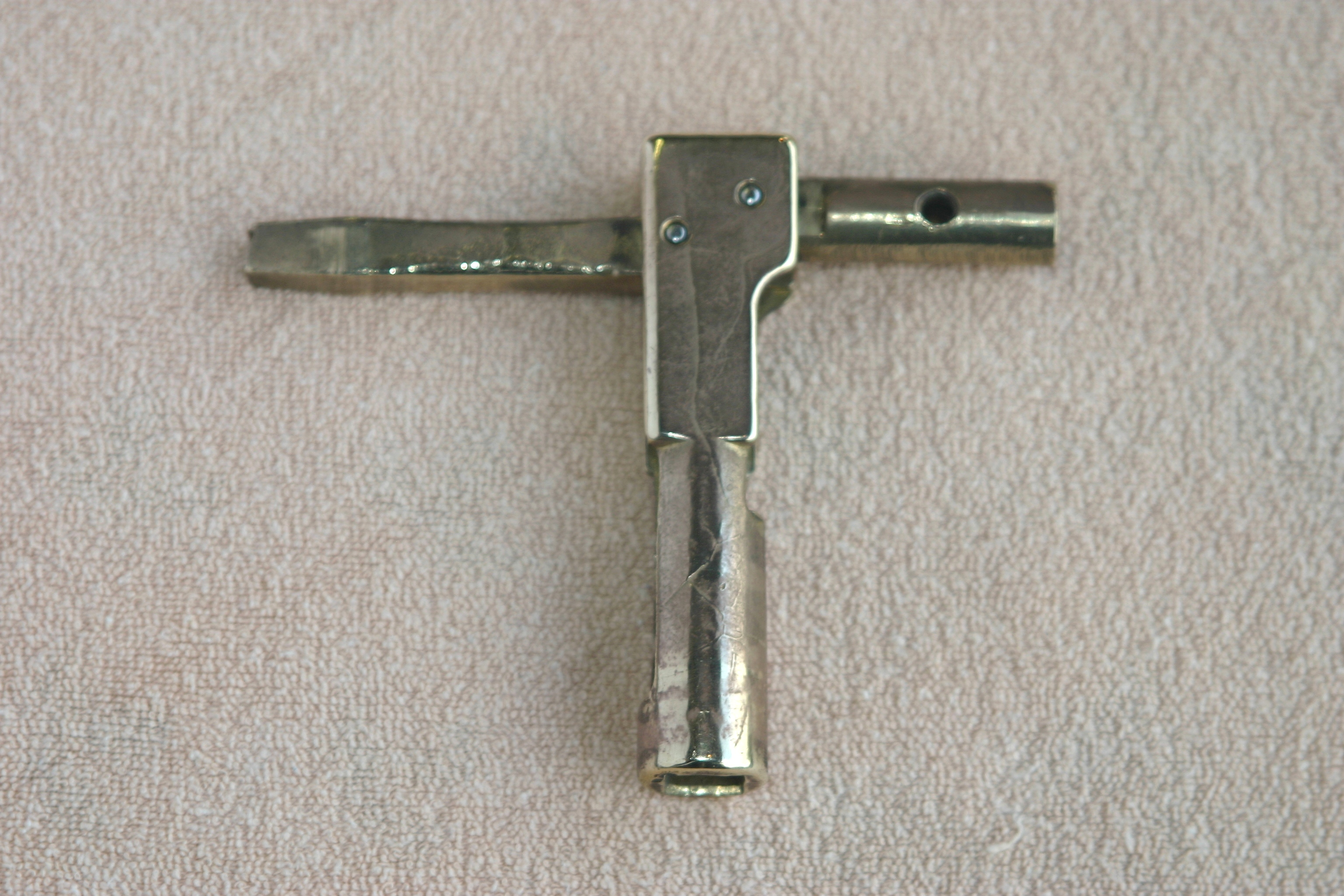
Opengeklapte sleutel van de NMBS